# امام‌زاده‌بده
امام‌زاده بده، روستایی است از توابع بخش بوشکان در شهرستان دشتستان استان بوشهر ایران.

## جمعیت
این روستا در دهستان بوشکان قرار داشته و براساس سرشماری سال ۱۳۸۵ جمعیت آن ۳۰۸نفر (۷۵خانوار) بوده و در سال ۱۳۹۵ جمعیت ان ۲۵۲ نفر می‌باشد